# قاسم الملاك
قاسم الملاك (مواليد 21 تشرين الثاني/نوفمبر 1946)، ممثل عراقي. ولد في البصرة عام 1946، قدم شخصيات كوميدية راسخة مثل دور (رجب) في مسلسل (الذئب وعيون المدينة) كما يعد الملاك من فرسان السينما العراقية الأكثر اشتراكاً في أفلامها التي اكتسحت دور العرض وحققت إيرادات ضخمة في شباك السينما العراقية في ذلك الوقت.
شغل منصب مدير الدراما - قناة البغدادية، ومدير الفرقة القومية للتمثيل لمدة عشر سنوات، ومدير المسارح، ومدير الفرقة القومية للفنون الشعبية.[بحاجة لمصدر]

## أعماله الفنية

### أفلام
- 1992: الملك غازي إخراج محمد شكري جميل
- 1988: عمارة 13 إخراج صاحب حداد
- 1986:الحدود الملتهبة إخراج فيصل الياسري.
- 1984: فائق يتزوج إخراج إبراهيم عبد الجليل.
- 1979: المسألة الكبرى
- 1976: الرأس إخراج فيصل الياسري
- فيلم عريس ولكن، إخراج حسين امين
- حب في بغداد مع إقبال نعيم
- افترض نفسك سعيدا إخراج عبد الهادي الراوي
- ستة على ستة - إخراج خيرية المنصور
- مائة بالمائة - إخراج خيرية المنصور

### مسلسلات
- محمد بن القاسم الثقفي
- جرف الملح إخراج إبراهيم عبد الجليل
- الذئب وعيون المدينة للمؤلف عادل كاظم إخراج إبراهيم عبد الجليل
- النسر وعيون المدينة للمؤلف عادل كاظم إخراج إبراهيم عبد الجليل
- المتمردون
- عادل يتزوج
- حب وحرب (الجزء 1 و2) إخراج جمال عبد جاسم
- المصير القادم إخراج عزام صالح
- رائحة القهوة
- دار دور إخراج جمال عبد جاسم
- سايق الستوتة إخراج جمال عبد جاسم
- الدرس الأول إخراج جمال عبد جاسم
- التيتي جابي القطار إخراج جمال عبد جاسم
- أنا والمجنون إخراج جمال عبد جاسم
- العرضحالجي تأليف قاسم الملاك إخراج جمال عبد جاسم
- (واحد + واحد) إخراج جمال عبد جاسم
- الكذبة الأولى إخراج حسن حسني

### مسرحيات
- 1996: مسرحية رحلة حول العالم قاسم الملاك ملايين.
- 1986: مسرحية مملكة الشحاذين، بطولة قاسم الملاك راسم الجميلي
- 1967: مسرحية الدبخانة مع وجيه عبد الغني وقائد النعماني